# Jenny Shimizu
Jenny Shimizu (ur. 16 czerwca 1967 w San Jose) – amerykańska modelka i aktorka.

## Kariera
Jenny Shimizu zaczynała pracę modelki w wieku dopiero 26 lat. Została dostrzeżona w sklepie motoryzacyjnym w 1993 roku, gdzie pracowała jako mechanik, przez jednego z pracowników nowojorskiej agencji Women. Wkrótce zaczęła pojawiać się na wybiegach Nowego Jorku i Paryża. Dotarła również do Sydney i Los Angeles. Prezentowała kolekcje takich projektantów i domów mody jak: Jean Paul Gaultier, Versace, Banana Republic, Calvin Klein, Shiseido oraz Versus. Jej twarz wielokrotnie zdobiła okładki prestiżowych magazynów mody: Vogue, Harper’s Bazaar, Glamour oraz Elle. Wiosną 2011 roku była główną modelką na pokazie najnowszej kolekcji domu mody Versace – „Autumn/Winter 2011”.